# Bundesstraße 315

Curso de la Carretera Federal B 315

La Bundesstraße 315 (literalmente: Carretera Federal 315 - abreviación: B 315) es una Bundesstraße en el sur de Baden-Wurtemberg, Alemania. Comienza en la frontera con Suiza entre Schleitheim en el cantón de Schaffhausen y Stühlingen en el distrito de Waldshut. De esta manera conecta el valle del Wutach con Titisee-Neustadt en la Alta Selva Negra. La carretera tiene una longitud total de unos 36 km. Fue construida en 1901 como parte de la Badische Staatsstraße Nr. 53 (Carretera Estatal Badense no. 53) entre Friburgo de Brisgovia y Stühlingen. En 1937 fue renombrado Reichsstraße 315 y, más tarde, después de la fundación de la República Federal de Alemania, Bundesstraße 315. Entre el valle del Wutach y el lago Titisee la carretera atraviesa varios valles y montañas y la diferencia de altura entre el punto donde comienza la carretera y el punto donde termina es de aproximadamente 400 m.